# Paul & Paula
Paul & Paula var en amerikansk popduo som bildades 1961 i Brownwood, Texas, bestående av Ray Hildebrand (född 21 november 1940 i Joshua, Texas död 18 augusti 2023) och Jill Jackson (född 20 maj 1942 i McCamey, Texas). Duon slog igenom med sin första singel, balladen "Hey Paula" som blev en internationell tio-i-topp hit och etta på Billboardlistan 1963.
De gav ut några album och singlar till, men inget utom uppföljaren "Young Lovers" kom i närheten av "Hey Paula". 1965 fick Hildebrand nog av allt turnerande och lämnade Jill Jackson som fortsatte som solo-artist.

## Diskografi
Studioalbum
- 1963 – We Go Together
- 1963 – Holiday for Teens
- 1964 – Paul & Paula Sing for Young Lovers

Samlingsalbum
- 1995 – The Best of Paul & Paula
- 2000 – Greatest Hits

Singlar
- 1962 - Hey Paula / Bobby Is the One (#1 på Billboard Hot 100)
- 1963 - First Day Back At School
- 1963 - First Quarrel / School is Thru
- 1963 - Flipped Over You / Something Old, Something New
- 1963 - White Christmas / Blue Christmas
- 1963 - Young Lovers / Ba-Hey-Be (#6 på Billboard Hot 100)
- 1964 - First Day Back At School / A Perfect Pair
- 1964 - Holiday For Teens / A New Year, A New Ring
- 1964 - Holiday Hootenanny / Holiday for Teens
- 1964 - We'll Never Break Up For Good / Crazy Little Things